# 穆爽爽
穆爽爽（1984年1月7日—），中國女子舉重運動員，吉林雙遼出生。

## 生涯
穆爽爽於1997年在吉林省四平市體育學校參與舉重運動的訓練，王岩是她的教練。翌年，她晉升至吉林省體育學校，2002年，她成為吉林舉重隊一員，教練均為張玉海。兩年後，她入選國家隊，馬文輝是為她的教練。
2004年11月，穆爽爽在女子75公斤級以上小項以挺舉成績167.5公斤摘下該級別的挺舉冠軍。2006年10月，她在多明尼加舉行的世界錦標賽中先後以136公斤奪得女子75公斤級以上小項抓舉的金牌，並以178公斤及314公斤的成績取得挺舉與總成績的銀牌。同年12月的多哈亞運，她在舉重項目的女子75公斤級以上小項中以4公斤的差壓過南韓對手、雅典奧運的銀牌得主張美蘭奪得金牌，同時，她以139公斤的成績刷出了該級別的抓舉世界紀錄、亞洲紀錄以及亞運紀錄。
2007年4月，穆爽爽於亞洲錦標賽中以132公斤的抓舉成績奪得金牌。

## 資料來源
1. ↑  .   [2011-12-02]. （原始内容存档于2009-04-22）.
2. ↑  .   [2007-06-15]. （原始内容存档于2008-09-08）.